# Encefalopatia di Wernicke
L'encefalopatia (o sindrome) di Wernicke (dal nome del neurologo e psichiatra tedesco Carl Wernicke) è legata a una carenza di tiamina (nota anche come vitamina B1).
Tale carenza è di raro riscontro nelle nazioni sviluppate, comparendo esclusivamente negli alcolisti, in individui con gravi squilibri dietetici o in particolari condizioni cliniche come la dialisi peritoneale cronica, l'emodialisi, trattamento per la rialimentazione dopo digiuno prolungato, diversione biliopancreatica. Nei paesi in via di sviluppo la carenza è legata per lo più al consumo di riso brillato o comunque di cibi a elevato contenuto di tiaminasi. L'encefalopatia di Wernicke si sviluppa, di solito, attraverso una triade tipica:
- Disturbi oculari: nistagmo, paralisi dei muscoli retti laterali che determina oftalmoplegia estrinseca uni-/bilaterale
- Encefalopatia: confusione, deficit dell'attenzione, agitazione, progressivo decadimento delle facoltà mentali che può giungere a tale gravità da determinare coma e morte
- Alterazioni cerebellari: nistagmo, marcia atassica, dismetria alle prove indice-naso

Altri segni possono essere: nausea, vomito, ipotermia, ipotensione, scompenso cardiaco ad alta gittata con edemi (wet beriberi).
In genere la diagnosi non risulta difficoltosa e la terapia da effettuarsi prevede la somministrazione di vitamina B1, che determina nella maggioranza dei casi un miglioramento della condizione del paziente.
Tuttavia è possibile che si sviluppi un quadro clinico caratterizzato da amnesia anterograda, diminuzione della capacità di apprendimento e confabulazione, la cosiddetta sindrome di Korsakoff.